# 유원 (평간유왕)
평간유왕 유원(平干繆王 劉元, ? ~ 기원전 56년)은 중국 전한의 제후왕으로, 마지막 평간왕이다. 평간경왕 유언의 아들이다.
아버지가 평간경왕 11년(기원전 81년)에 죽어 평간왕 자리를 계승했다. 평간유왕 25년(기원전 56년)에 죽었는데, 대홍려 왕우가 상주했다.
| “ | 유원은 노비를 죽이고 아들은 알자를 죽여, 자사가 상주하였으니, 그 죄명이 명백합니다. 병이 들자 유명을 미리 내려 악공 노비들을 따라죽게 하고 협박해 자살한 사람이 16명이니 포학무도합니다. 춘추의 대의에 따르면 임금을 죽인 자의 아들은 마땅히 임금으로 세울 수 없습니다. 비록 유원이 복주되지 못하고 죽었으나, 후사를 세워서는 안 됩니다. | ” |

그래서 평간유왕의 후사를 세우지 않고, 평간나라를 폐지했다. 아들로 왕랑 정권의 승상 유림이 있다.